# Réservoir aux Outardes 4
Das Réservoir aux Outardes 4 ist ein Stausee am Fluss Rivière aux Outardes, 70 km nordwestlich von Baie-Comeau in der kanadischen Provinz Québec.
Der Staudamm Barrage aux Outardes-4 bei (⊙) wurde von 1964 bis 1969 fertiggestellt.
Zusammen mit sieben weiteren Dämmen bildet er den 652 km² großen Stausee.
Das Speicherkraftwerk Centrale aux Outardes-4 bei (⊙) liegt am Fuße des gleichnamigen Staudamms und wird vom Stausee mit Wasser versorgt.
Die installierte Leistung der 4 Francis-Turbinen beträgt 785 MW, das hydraulische Potential 120 m.